# Элсвикские крейсера

Броненосный крейсер Японского Императорского флота «Асама» — один из самых знаменитых «элсвикских крейсеров».

Элсвикские крейсера (англ. Elswick cruisers) — распространённое в военно-морской литературе название бронепалубных и броненосных крейсеров, построенных на экспорт британской фирмой «Армстронг». Термин произошёл от названия верфи «Элсвик шипбилдинг» (англ. Elswick Ship Building Yard), располагавшейся в Элсвике — районе города Ньюкасл-апон-Тайн.
В течение 28 лет, с начала 1880-х годов XIX века, компания построила 51 крейсер для флотов 12 стран: Италии, Испании, Португалии, Турции, Румынии, США, Бразилии, Аргентины, Чили, Перу, Китая и Японии. Крейсера отличались высокими боевыми качествами при умеренном водоизмещении и относительно невысокой цене, на них широко применялись новейшие технические достижения. Проекты крейсеров создавались известными британскими кораблестроителями, среди которых выделялись Джордж Рендел, Уильям Уайт, Филип Уоттс. Двое последних стали затем главными строителями британского флота. Деятельность компании позволила создать современный военно-морской флот целому ряду третьестепенных морских держав, её продукцию покупали также и великие морские державы. Тем не менее, британский флот отказывался от крейсеров «Армстронга», утверждая, что они не соответствуют стандартам Королевского флота.

## Зарождение типа «элсвикского» крейсера

### Канонерские лодки
Судостроительное направление в компании Sir W.G. Armstrong & Company появилось благодаря желанию Уильяма Армстронга (англ. William George Armstrong) расширить область деятельности и строить боевые корабли, оснащённые артиллерией собственного производства. В 1867 году Армстронг подписал соглашение с Чарльзом Митчеллом (англ. Charles Mitchell) — владельцем верфи в городе Ньюкасл-апон-Тайн, располагавшейся в районе Элсвик, о строительстве военных кораблей на этой верфи. Руководителем судостроительного отдела был назначен Джордж Рендел (англ. George Wightwick Rendel), который и разработал первые проекты компании.
Будучи новичком на рынке военных кораблей, компания предпочла начать свою деятельность в этом направлении со строительства совсем небольших судов. Толчком к первому проекту компании послужил эпизод, связанный с испытаниями корабельных орудий конструкции Армстронга. Поскольку жители Тайна возражали против стрельбы вблизи их жилищ, а удалённым полигоном компания не располагала, тяжёлое орудие было установлено на баржу и успешно испытано 21 октября 1865 года. Этот опыт привёл Дж. Рендела к идее о строительстве небольших канонерских лодок, вооружённых единственным орудием крупного калибра.
Первая спроектированная Ренделом канонерская лодка «Стаунч» сошла со стапеля 4 декабря 1867 года. При скромном водоизмещении — 180 тонн, и весьма умеренной цене — всего 6700 фунтов стерлингов, она обладала солидной огневой мощью для действий в прибрежной зоне, так как была вооружена 229-мм орудием. Проект произвёл впечатление и получил значительное количество заказов. Всего компания «Армстронг» построили 23 канонерки этого типа. Сами корабли получили условное наименование «канонерки Рендела» или «канонерки-утюги» (англ. Flat-iron gunboat) за сходство с утюгом того времени. Это были плоскодонные корабли водоизмещением около 250 тонн и длиной около 30 метров. Они оснащались паровой машиной и имели максимальную скорость не более 9 узлов. Их единственным вооружением являлось крупное орудие калибром от 229 до 305 миллиметров. Орудие наводилось лишь по вертикали, в горизонтальной плоскости прицеливание производилось поворотом самого корабля. Мореходность была крайне низкой.
Такие корабли некоторое время представлялись выгодным оружием, так как несли тяжёлое орудие при очень низкой стоимости. Однако практика их использования в боевых действиях показала, что они могут быть до определённой степени эффективными лишь в условиях абсолютного господства на море и при полном штиле. Даже небольшое волнение полностью исключало наводку их тяжёлых орудий на цель, а скорострельность была крайне низкой. При полном отсутствии броневой защиты это делало их лёгкой добычей для кораблей вооружённых скорострельной артиллерией, хотя бы и небольшого калибра. Попытки использовать их в бою против серьёзного противника, делавшиеся китайским флотом против французского флота в сражении при Фучжоу и против японского флота в сражении при Ялу показали, что они неспособны противостоять крупным мореходным кораблям и успевали сделать лишь один — два выстрела до своей гибели.

### Безбронные крейсера

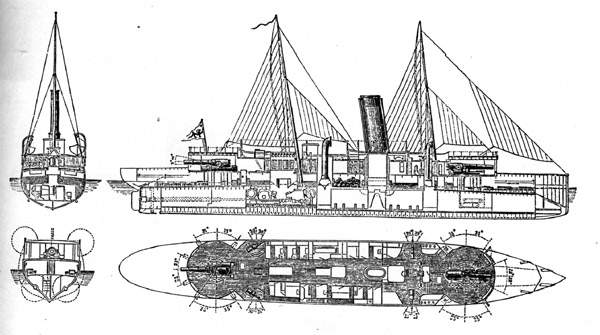
Схема крейсера типа «Чаоюн»

Несмотря на успешные продажи канонерских лодок, руководство «Армстронга» беспокоили дальнейшие перспективы предприятия. Значительную и стабильную прибыль обещало лишь строительство достаточно крупных и дорогостоящих военных кораблей, но для этого требовались солидные капиталовложения. Дж. Рендел предложил выйти из сложного положения весьма оригинальным образом — приступить к созданию более крупных боевых единиц, соединив две канонерки кормой и получить таким образом мореходный корабль.
При разработке нового проекта Рендел делал ставку прежде всего на мощное наступательное вооружение, роль защиты сводилась к минимуму и должна была компенсироваться, главным образом, высокой для конца 1870-х годов скоростью. О классификации этих кораблей до сих пор существуют различные мнения. Сам Дж. Рендел именовал их «самостоятельным классом военно-морских сил, способных к выполнению задач, недоступных канонеркам»'.

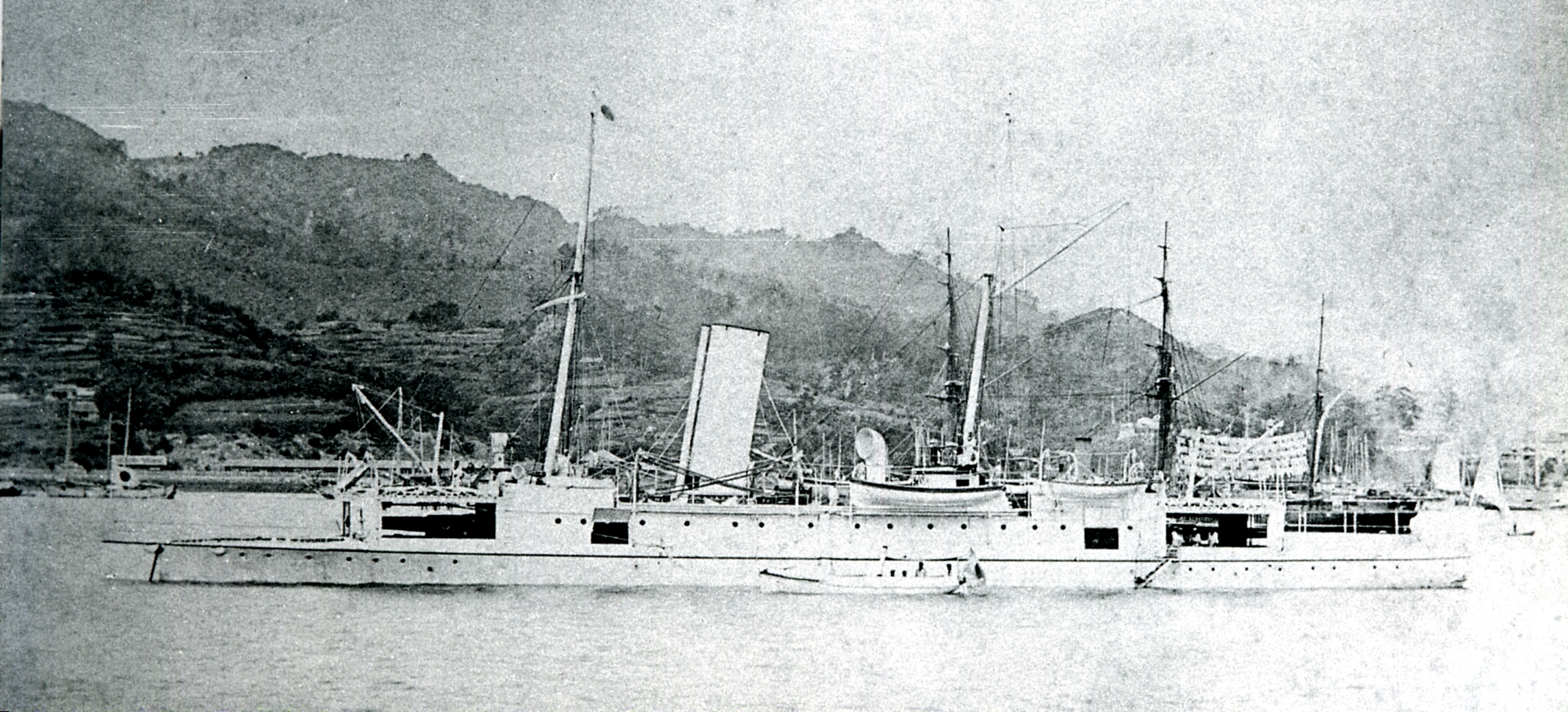
Крейсер «Цукуси».

Потенциальных покупателей предполагалось привлечь сочетанием низкой цены с солидным вооружением из двух 254-мм орудий, что делало корабли потенциально опасными противниками даже для стационеров великих держав, а также сравнительно высокой скоростью. Предложение «Армстронга» предусматривало цены в диапазоне 80 000—100 000 фунтов стерлингов и сроки постройки 15 — 18 месяцев.
Новый проект был первоначально предложен Китаю и вызвал интерес у китайского канцлера Ли Хунчжана, который курировал Бэйянский флот императорского Китая. Однако первым заказчиком крейсера этого типа стал военно-морской флот Чили, которая вела в то время войну с Перу. «Артуро Прат» был заложен на верфи в Уокере 2 октября 1879 года, но затем темпы строительства резко упали, так как после захвата 8 октября 1897 года перуанского монитора «Уаскар» чилийцы получили явное превосходство на море и более остро не нуждались в новой боевой единице. В результате правительство Чили выставило «Артуро Прат» на продажу и 16 июня 1883 года он был перекуплен правительством Японии и вошёл в состав японского флота под названием «Цукуси». Китайский флот получил в 1881 году два крейсера типа «Чаоюн» — «Чаоюн» и «Янвэй».
Проект «Чаоюн»/«Цукуси» вызвал большой, хотя и преувеличенный энтузиазм со стороны общественности. Газета «Таймс» (англ. The Times) в номере от 26 июня 1881 года отмечала:

«…Ни одно небронированное судно не сравнится с этими кораблями по вооружению, так же, как ни один броненосец не сможет тягаться с ними в скорости. Огневая мощь делает их самыми сильными из небронированных кораблей, а дальнобойность и разрушительное действие орудий позволяют им в какой-то мере справиться с броненосцами, так как они могут выбирать дистанцию, а в них самих очень трудно попасть благодаря их малым размерам»
— Brook P.Warships for export. Armstrong warships 1867—1927.
Однако по мнению специалистов Британского Адмиралтейства, корабли этого типа имели массу недостатков. Их номинально высокая скорость могла поддерживаться лишь ограниченное время, защита практически отсутствовала, а автономность и особенно мореходность совершенно не соответствовали требованиям к крейсерам.

### «Эсмеральда I»

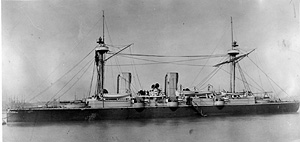
Бронепалубный крейсер «Эсмеральда».

Крейсер «Эсмеральда», заложенный в 1881 году, стал логическим развитием проекта «Чаоюн»/«Цукуси» и представлял собой его значительно усовершенствованную версию. Заказчик — чилийский флот, пожелал получить максимум боевой мощи в минимуме водоизмещения. Для решения этой задачи Рендел применил практически все существовавшие тогда новшества. Корпус «Эсмеральды» был стальным, имел двойное дно и разделялся на множество отсеков. Карапасная броневая палуба тянулась на всю длину корабля и прикрывала машины погреба и рулевое устройство. Защита борта обеспечивалась угольными ямами. Для корабля водоизмещением всего 2950 тонн, «Эсмеральда» имела необыкновенно мощное вооружение — два 254-мм и шесть 152-мм орудий, не считая мелкокалиберных.
Проект также имел и недостатки. Высота борта оказалась слишком малой и не обеспечивала уверенного плавания в бурных водах, хотя для Чили это не было критично. Скорострельность тяжёлых орудий была слишком низкой. Британское Адмиралтейство подвергло проект чрезвычайно жёсткой критике, доказывая, что «Эсмеральда» совершенно не соответствует стандартам Королевского флота в плане прочности, защищённости, мореходности и автономности. Тем не менее, проект произвёл фурор в иностранных военно-морских кругах и вызвал волну заказов со стороны флотов второстепенных держав, которые, в значительной степени, благодаря этому и смогли создать относительно современные военно-морские силы. Таким образом, «Эсмеральда» стала стандартом ранних экспортных крейсеров «Армстронга», получивших в военно-морской литературе название «элсвикских крейсеров». Более того, «Эсмеральда I» часто рассматривается специалистами как прототип всех построенных позднее бронепалубных крейсеров.
Уильям Армстронг доказывал, что в лице бронепалубных крейсеров, вооружённых крупнокалиберной артиллерией, броненосцы обрели страшного противника. Поскольку за цену одного броненосца можно было построить четыре таких бронепалубных крейсера, утверждалось, что обладая преимуществом в скорости и числе орудий, крейсера смогут буквально засыпать броненосец градом снарядов, вывести его из строя, а затем сблизиться и добить противника торпедами.

## Эволюция «элсвикских» бронепалубных крейсеров

### Бронепалубные крейсера с тяжёлой артиллерией

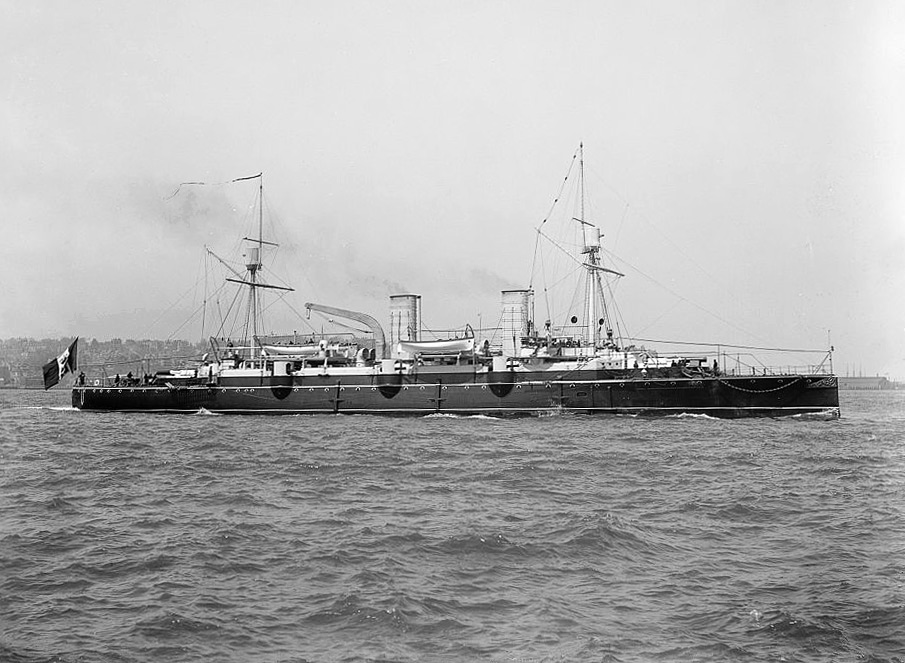
Бронепалубный крейсер «Джованни Бозан».

Эффект, произведённый «Эсмеральдой», привёл к получению новых заказов, так как конструкция корабля признавалась на тот момент самой передовой. Ещё до спуска чилийского крейсера на воду, подобный корабль заказала Италия. Итальянский королевский флот после поражения при Лиссе стремился к восстановлению своей мощи, но испытывал острую нехватку средств. В этой ситуации, небольшой, дешёвый, но мощно вооружённый крейсер «Армстронга» выглядел весьма привлекательно, а показатели мореходности, дальности плавания и автономности в итальянском флоте никогда не считались первостепенными.
21 августа 1882 года на верфи «Армстронга» в Уокере был заложен бронепалубный крейсер «Джованни Бозан», в основном повторявший «Эсмеральду» и ставший последним проектом Джорджа Рендела для компании. В строй он вступил в 1885 году и по своеобразной итальянской классификации именовался «таранным торпедным кораблём» (итал. Ariete-torpediniere). Проект настолько понравился командованию итальянского флота, что оно пожелало построить на национальных верфях целую серию крейсеров по образцу «Джованни Бозана». Однако уровень итальянской кораблестроительной промышленности оказался заметно ниже британского и крейсера типа «Этна», вошедшие в строй в 1887—1889 годах, оказались неудачными, заметно уступая своему прототипу.

Крейсер «Нанива», 1887 г.

Следующие заказы на крейсера «Армстронга» поступили из Японии. Весной 1884 года были заложены два бронепалубных крейсера типа «Нанива» — «Нанива» и «Такачихо». Проект разрабатывался новым главным строителем «Армстронга» Уильямом Уайтом. Основываясь на конструкции «Эсмеральды», Уайт доработал проект в сторону повышения защищённости и мореходности. Высота надводного борта увеличилась, что позволило поднять броневую палубу над ватерлинией. Водоизмещение также выросло, теперь корабли более уверенно держались в штормовую погоду. Определённым проигрышем для «Армстронга» стало оснащение крейсеров артиллерией производства Круппа, сделанное по требованию заказчика, но в дальнейшем оба крейсера были перевооружены на скорострельную артиллерию производства «Армстронга». «Нанива» и «Такачихо» стали первыми бронепалубными крейсерами японского флота.
Казавшийся удачным проект породил и подражания в других странах. Испанский флот заказал у компании «Томпсон» из Глазго весьма близкий по типу крейсер «Рейна Регенте», а затем построил ещё два таких же уже на испанских верфях — «Альфонсо XII» и «Лепанто». Австро-венгерский флот так же обзавёлся парой однотипных небольших бронепалубных крейсеров с тяжёлыми пушками — «Кайзер Франц-Иосиф I» и «Кайзерин Элизабет», построенными на национальных верфях.
Несмотря на появление заказов на крейсера с крупнокалиберной артиллерией, конструкторы фирмы осознавали, что тяжёлые орудия не являются оптимальным вооружением для столь небольших кораблей. Скорострельность 254-мм пушек не превышала одного выстрела в 3 минуты, что было совершенно недостаточно для надёжного поражения целей. Такая ситуация могла быть приемлема лишь до появления скорострельной артиллерии среднего калибра, которая была способна потопить маленькие «элсвикские» крейсера с большими пушками ещё до того, как они смогли бы хоть раз попасть в цель. Как отмечал В. П. Костенко:

«Увлечение бронепалубными крейсерами с тяжёлыми орудиями стало временным явлением и оказалось возможным лишь в тот краткий период, когда артиллерия в очередной раз взяла верх над бронёй, вследствие чего площадь бронирования на броненосцах сильно сузилась из-за чрезмерной толщины плит. На самом деле „элсвикские крейсера“ имели очень мало шансов использовать их тяжёлые, но незащищённые орудия против броненосцев, поскольку существовала реальная возможность их вывода из строя в самом начале боя тяжёлыми фугасными снарядами противника. Таким образом, развитие военно-морских вооружений ещё раз подтвердило, что назначение бронепалубных крейсеров состоит вовсе не в борьбе с линкорами неприятеля, а в истреблении его слабых крейсеров».
— Виноградов С. Е. Федечкин А. Д. Броненосный крейсер «Баян» и его потомки. От Порт-Артура до Моонзунда.

### Бронепалубные крейсера со скорострельной артиллерией

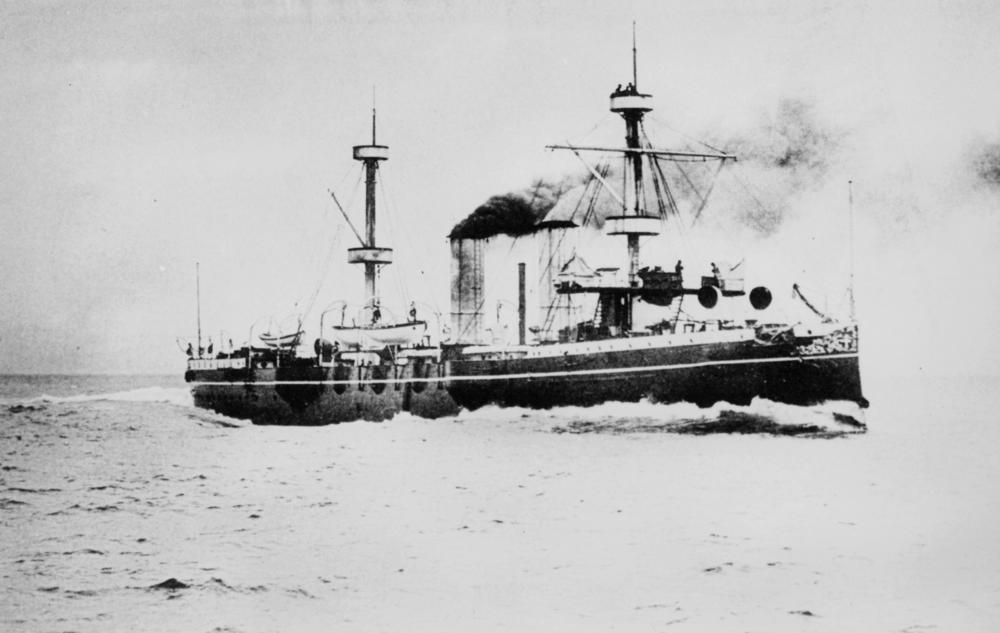
«Пьемонте» — первый в мире крейсер со скорострельной артиллерией.

Появление скорострельной артиллерии в начале 1880-х годов позволило по новому подойти к вооружению крейсеров. Крейсер «Пьемонте» стал первой работой нового главного конструктора Филипа Уоттса для компании «Армстронг». Заказчик, итальянский флот пожелал получить хорошо вооружённый корабль, развивавший наибольшую скорость при наименьшим водоизмещении и умеренной цене. Требования заказчика в целом удалось выполнить, поскольку «Пьемонте», вступивший в строй в 1889 году, развивал скорость более 22 узлов и при этом нёс вооружение из шести орудий калибра 152-мм и такого же количества 120-миллиметровых. Фактически крейсер был даже перегружен вооружением при водоизмещении всего менее 3000 тонн и в дальнейшем лишился части орудий, но эффект от нового корабля был весьма велик. «Пьемонте» произвёл сенсацию в военно-морских кругах и компании стали поступать новые заказы от иностранных флотов.
В 1888 году, сразу после спуска на воду «Пьемонте», компания заложила новый крейсер, причём заказчика она в этот момент не имела. Однако уже в ходе постройки корабль приобрела Аргентина. В качестве вооружения он нёс крупнокалиберные, но не скорострельные орудия Круппа и скорострельную артиллерию «Армстронга» среднего калибра. После спуска на воду «Вейнтисинко де Майо», на верфи, по предложению Уоттса, был почти сразу заложен новый крейсер, вскоре приобретённый Аргентиной и названный «Нуэве де Хулио». На сей раз вооружение корабля составила лишь скорострельная артиллерия.
На успешный проект обратил внимание японский флот и в 1893 году ему был поставлен крейсер «Ёсино», являвшийся слегка увеличенной копией «Нуэве де Хулио» с более мощными машинами. На испытаниях он развил максимальную скорость более 23 узлов и стал самым быстроходным крейсером в мире на то время. В 1899 году версию этого корабля с водотрубными котлами получила Португалия под названием «Дон Карлуш I». Эксперимент с котлами оказался удачным, но более не повторялся. Конструкторы «Армстронга» продолжали придерживаться уже устаревших огнетрубных котлов.

## Список бронепалубных крейсеров «Армстронга», поставленных на экспорт
- Аргентина:
  - «Вейнтисинко де Майо»
  - «Нуэве де Хулио»
  - «Буэнос-Айрес»
- Бразилия:
  - «Република»
  - «Альмиранте Баррозо»
- Чили:
  - «Эсмеральда I»
  - «Бланко Энкалада»
  - «Министро Сентено»
  - «Чакабуко»
- Перу:

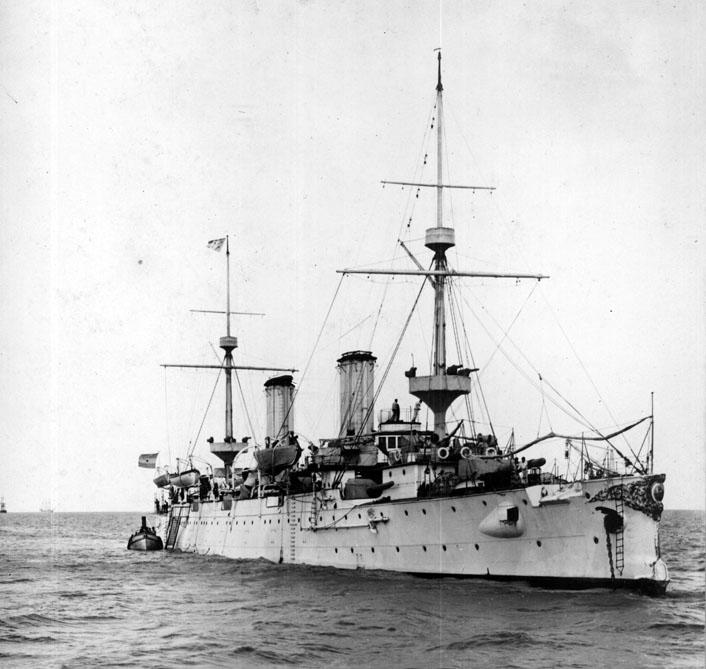
Бронепалубный крейсер «Буэнос-Айрес».

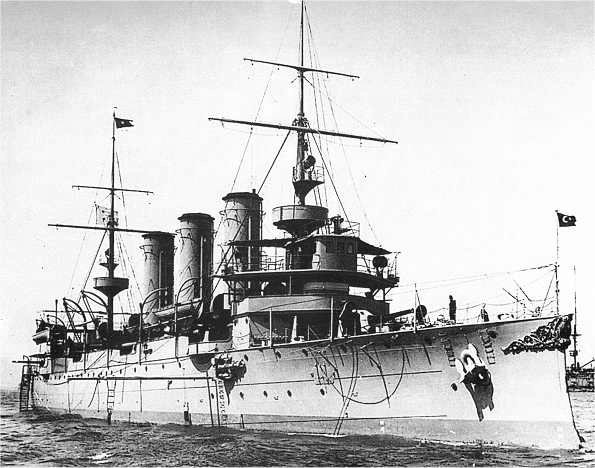
Бронепалубный крейсер «Хамидие»

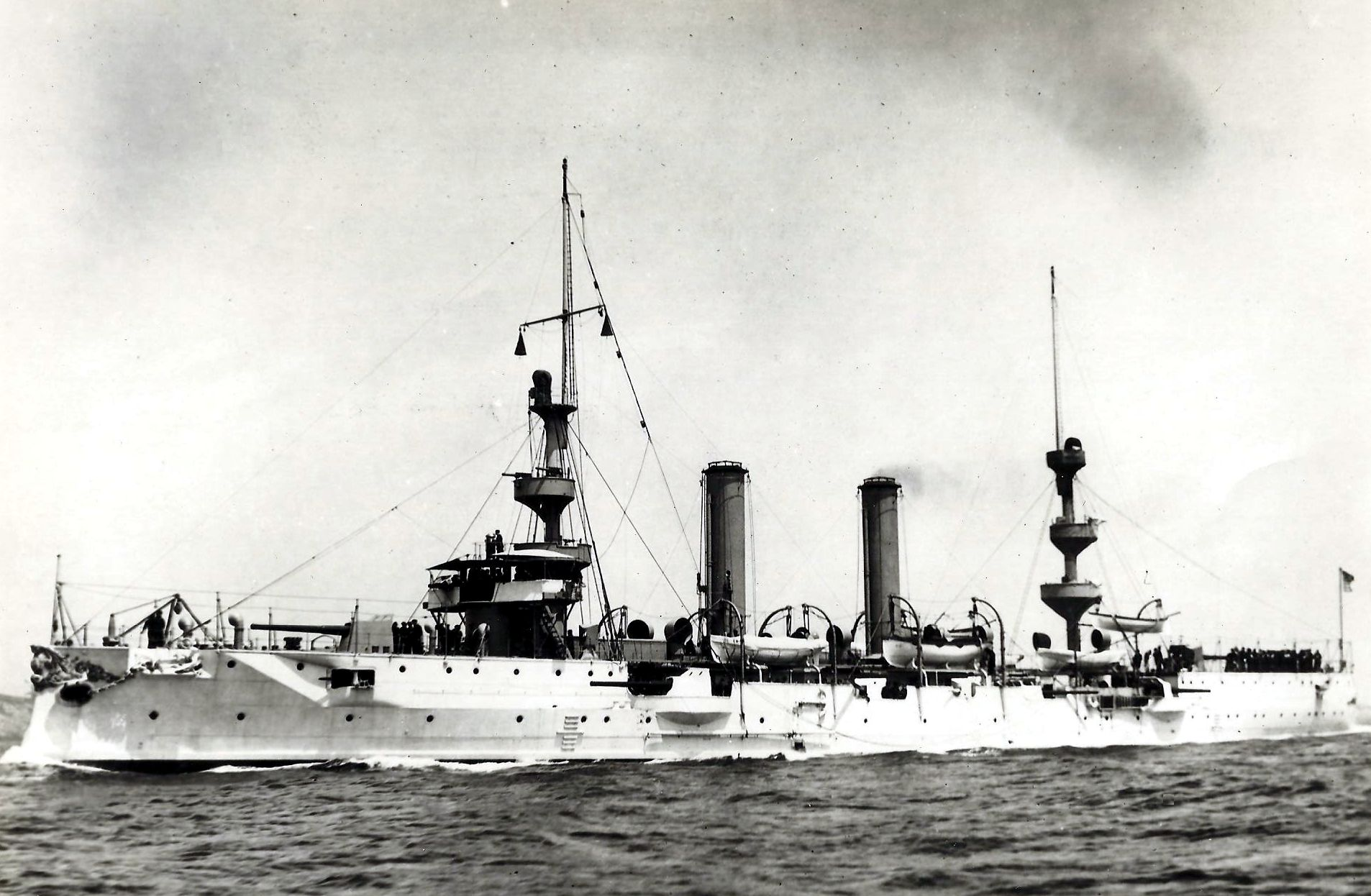
Бронепалубный крейсер «Олбани».

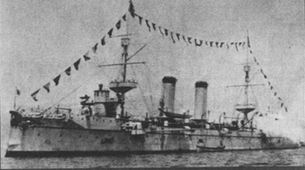
Бронепалубный крейсер «Ёсино»

- - Бронепалубные крейсера типа «Альмиранте Грау»:
    - «Альмиранте Грау»
    - «Коронель Болоньези»
- Испания:
  - Бронепалубные крейсера типа «Исла де Лусон»
    - «Исла де Лусон»
    - «Исла де Куба»
- Италия:
  - «Джованни Бозан»
  - «Догали»
  - «Пьемонте»

- Османская империя:
  - «Хамидие»
- Румыния:
  - «Элизабета»
- Португалия:
  - «Дон Карлуш I»

- США:
  - Бронепалубные крейсера типа «Нью-Орлеан»
    - «Нью-Орлеан»
    - «Олбани»
- Япония:
  - Бронепалубные крейсера типа «Нанива»:
    - «Нанива»
    - «Такачихо»

  - «Ёсино»
  - «Такасаго»
- Империя Цин:
  - Бронепалубные крейсера типа «Чаоюн»:
    - «Чаоюн»
    - «Янвэй»

  - Бронепалубные крейсера типа «Хай-Чи»
    - «Хай-Чи»
    - «Хай-Тиен»

  - Бронепалубные крейсера типа «Чжиюань»
    - «Чжиюань»
    - «Чингъюань»

## Список броненосных крейсеров «Армстронга», поставленных на экспорт
- Чили: 
  - «Эсмеральда II»
  - «О’Хиггинс»
- Япония:

Броненосный крейсер «Идзумо».

  - Броненосные крейсера типа «Асама»
    - «Асама»
    - «Токива»

  - Броненосные крейсера типа «Идзумо»
    - «Идзумо»
    - «Ивате»